# Sindicat
Un sindicat este un grup autoorganizat de persoane, companii, corporații sau entități format pentru a desfășura o anumită activitate comercială ori pentru a urmări sau promova un interes comun.

## Etimologie
Cuvântul sindicat provine din francezul syndicat, care înseamnă „administrator” sau „reprezentant”, derivat din latinescul syndicus, care la rândul său vine din grecescul σύνδικος (syndikos), cu sensul de „cel care îngrijește o cauză”.
Dicționarul Merriam-Webster definește sindicatul ca fiind un grup de persoane sau afaceri care colaborează în echipă. Acesta poate fi un consiliu, un organism sau o asociație de persoane, ori o asociație de interese, autorizată oficial să îndeplinească o sarcină sau să negocieze în numele unei instituții. Termenul poate desemna și o asociere de infractori din crima organizată sau o afacere care distribuie conținut (pentru ziare, radio, TV sau internet) către mai multe publicații simultan, sau chiar un grup de ziare sub aceeași conducere.

## Sindicate profesionale

Harta densității sindicale

Un sindicat profesional (numit și sindicat al lucrătorilor, sindicat muncitoresc sau, simplu, sindicat) este o organizație formată din persoane salariate care se asociază voluntar pentru a-și reprezenta și proteja interesele profesionale, economice și sociale.
Sindicatele negociază colectiv cu angajatorii salariile, condițiile de muncă, durata timpului de lucru, siguranța la locul de muncă și alte drepturi legate de relațiile de muncă. Ele pot participa la dialogul social, pot organiza proteste și greve și pot influența politicile publice privind piața muncii. În multe țări, ele sunt reglementate prin legislație specifică.
Termenul corespunde noțiunii de trade union în limba engleză, fiind echivalentul francezului syndicat și al germanului gewerkschaft.

## Sindicate criminale

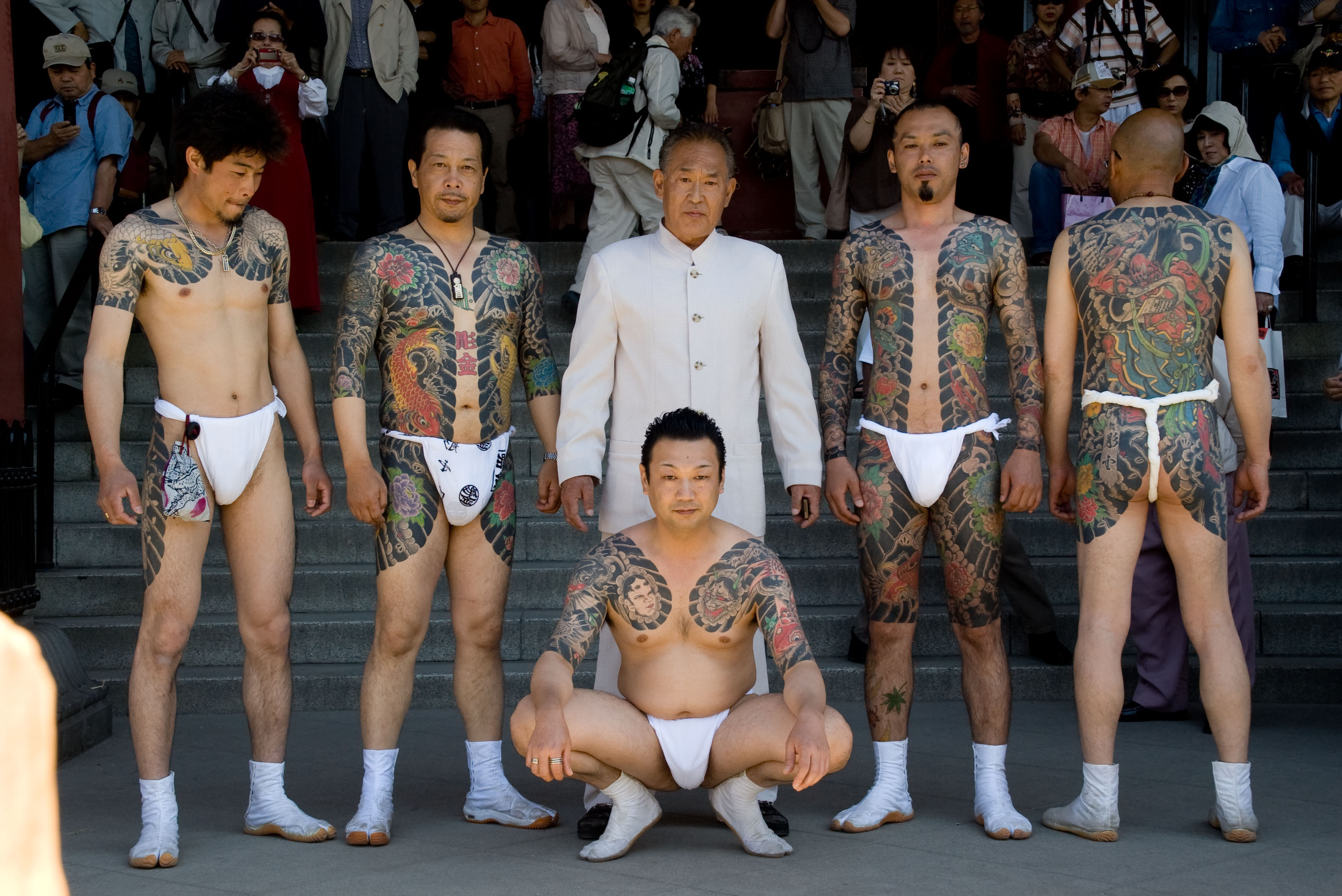
Yakuza își arată tatuajele și statutul la festivalul Sanja Matsuri din Japonia, 2007

Sindicatele criminale sunt formate pentru a coordona, promova și desfășura activități de crimă organizată, gestionând afaceri ilegale comune la scară subnațională, națională sau internațională. Subunitatea de bază a unui sindicat criminal este familia mafiotă sau clanul, organizat pe baza legăturilor de sânge, așa cum se observă în mafia siciliană și în familiile mafiote italo-americane (cele cinci familii care domină crima organizată în New York: Gambino, Genovese, Lucchese, Bonanno și Colombo).

## Sindicate media
În domeniul media, sindicatele sunt organizații care dețin și distribuie conținut în mai multe puncte de difuzare, sub același nume și credit editorial. De exemplu, BBC Radio International este o afacere radio sindicalizată.
Sindicalizarea tipărită distribuie articole de presă, rubrici, benzi desenate și alte materiale către ziare, reviste și site-uri. Acestea oferă drepturi de republicare și licențe pentru reutilizarea conținutului protejat de drepturi de autor.

## Sindicate de afaceri
Un sindicat de afaceri este un grup format din mai multe entități comerciale (companii sau corporații) care împărtășesc interese comune pe o piață, fără a fi neapărat concurente directe. Companiile mari formează astfel de sindicate pentru a-și întări poziția în piață. În domeniul online, companiile pot forma sindicate în interiorul propriului grup, chiar și între concurenți direcți, pentru a împărți un anumit segment de piață, cum ar fi managementul brandului sau optimizarea pentru motoarele de căutare (SEO). Aceste sindicate pot opera la nivel național sau internațional.

## Sindicate financiare
În domeniul financiar, un sindicat bancar (sau de cooperative de credit) este un grup de instituții financiare care acordă împreună un împrumut sindicalizat, de obicei un împrumut mare, oferit unui singur debitor, pentru un scop specific.
Aceste împrumuturi sunt mai frecvente în SUA, unde piețele financiare sunt deținute în principal de corporații, în contrast cu piețele de capital privat din Europa sau America de Sud.
Un credit sindicalizat este gestionat de un creditor principal, care inițiază împrumutul, în timp ce alți creditori participă subordonat. Colectarea ratelor și gestionarea contractului sunt de obicei în sarcina liderului.

## Sindicate de asigurare

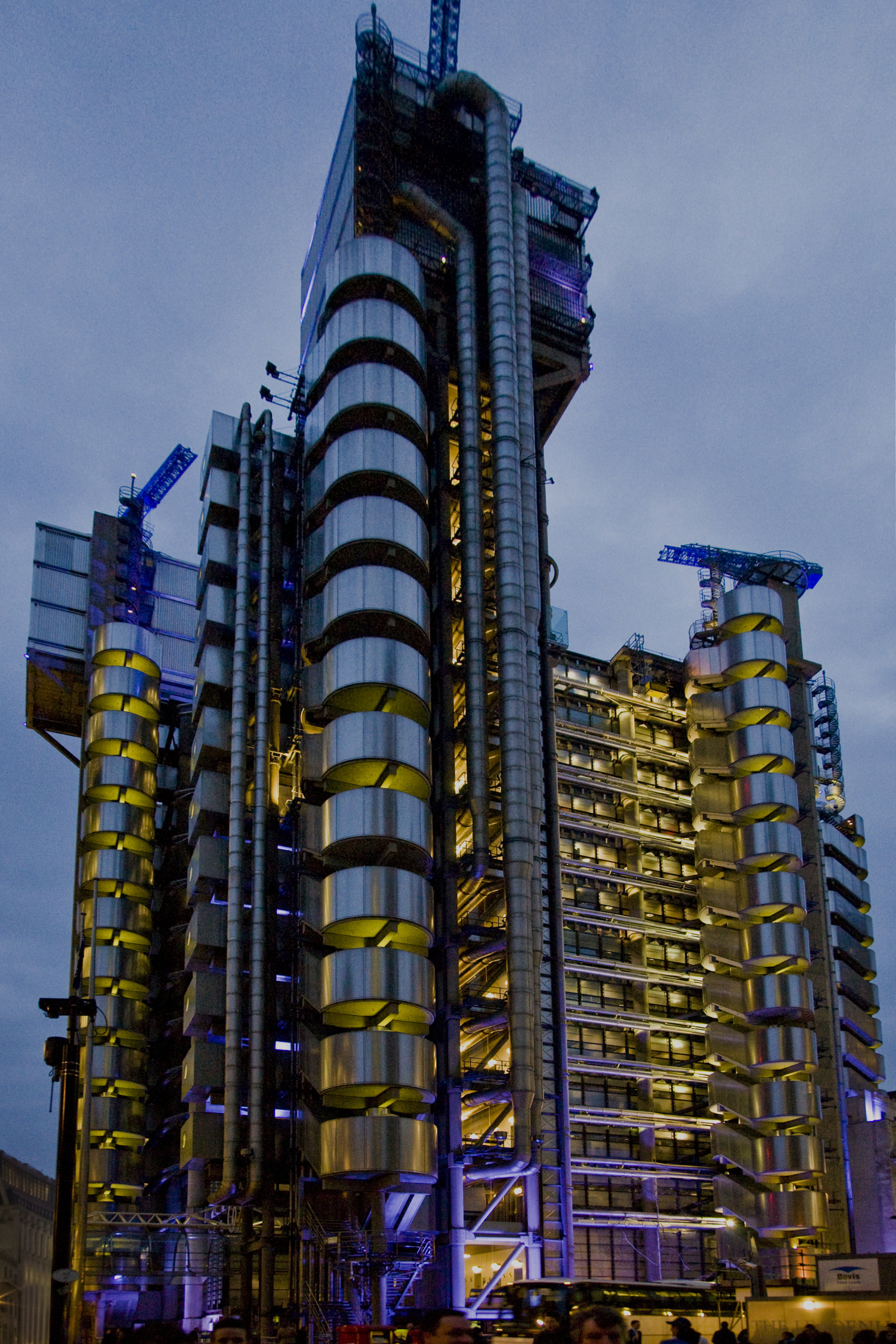
Exteriorul Lloyd's insurance noaptea

Sindicatele de asigurare reprezintă o formă distinctă de organizare a activității de subscriere a riscurilor, în care mai mulți membri (persoane fizice sau juridice) colaborează pentru a subscrie riscuri și a oferi protecție împotriva acestora. Membrii își asumă individual obligațiile contractuale, fără a forma o entitate juridică separată. Ei operează pe baza răspunderii separate, spre deosebire de societățile comerciale, unde răspunderea este solidară.
Există două modele majore de sindicate de asigurare: modelul britanic (Lloyd’s of London) și modelul american (insurance exchanges).

### Modelul britanic
Lloyd’s of London este o piață de asigurări globală, fondată în secolul al XVII-lea, care funcționează ca un forum în care membri independenți își oferă capacitatea de asigurare prin sindicate. Lloyd’s nu este o companie de asigurări, ci o structură care facilitează subscrierea prin sindicate constituite ad-hoc. Fiecare sindicat este compus din membri care contribuie cu capital pentru acoperirea daunelor. Membrii pot fi persoane fizice sau entități juridice și dețin o răspundere proprie, fie nelimitată, fie limitată, în funcție de statut. Răspunderea nu este solidară. Subscrierea este guvernată de regulamentele Lloyd’s și supravegheată de autoritățile financiare britanice.

### Modelul american
În Statele Unite, funcționează un model asemănător, cunoscut ca insurance exchange. Exemple notabile includ: United Services Automobile Association (USAA), Interinsurance Exchange of the Automobile Club, Erie Indemnity Company și Farmers Group Inc. Aceste entități oferă acoperire prin membri subscriitori care își asumă răspunderea separată pentru riscurile preluate. Spre deosebire de modelul britanic, aceste sindicate sunt administrate de reprezentanți legali desemnați, ce administrează în numele membrilor activitatea operațională, subscrierea și plata daunelor.

### Sindicate industriale și guvernamentale nereglementate
În afara modelelor instituționalizate, există forme informale de sindicate de asigurare, în special în domeniul guvernamental sau industrial. Aceste aranjamente nu sunt publice sau reglementate, fiind dificil de documentat. Ele implică partajarea riscurilor între entități cu interese comune pe baza unei răspunderi separate, fără formarea unei entități juridice comune (de exemplu, consilii locale, industrii strategice, asociații profesionale).

## Sindicate de loterie

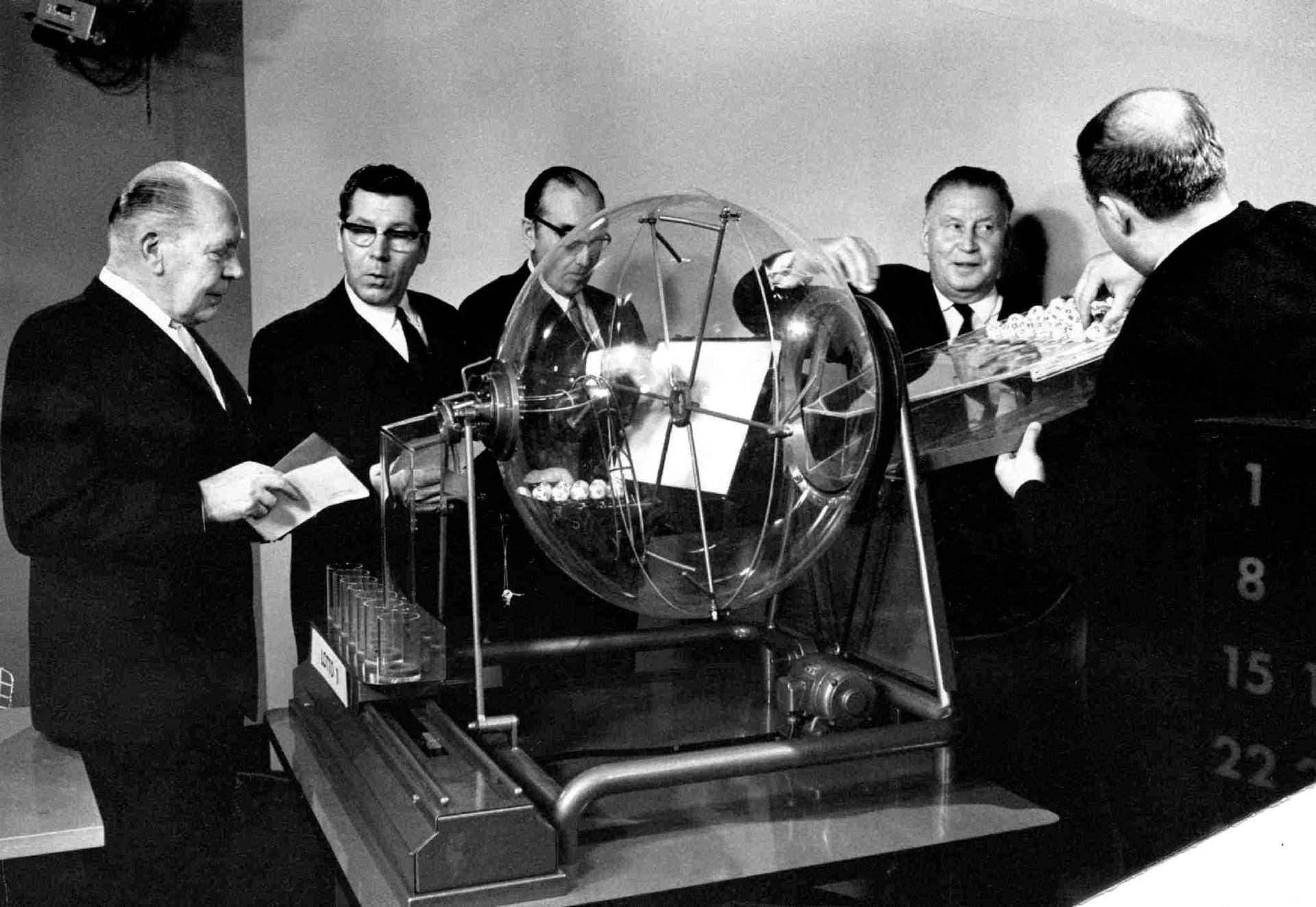
Prima loterie din Finlanda, 1971

Acestea sunt grupuri care cumpără bilete de loterie în comun pentru a crește șansele de câștig. Sunt comune în UK și Europa. În SUA sunt legale, dar uneori apar probleme juridice.